# لوجالدوكوجا
لوغال دوكوجا ( السومرية:"رب التل المقدس") كان إلهًا من بلاد ما بين النهرين يُفهم في المقام الأول على أنه شخصية ثيوجونية. من الأفضل أن نذكر أنه والد إنليل، رئيس آلهة بلاد ما بين النهرين، على الرغم من وجود تقاليد أخرى حول نسب هذا الأخير أيضًا، ولا توجد إشارات معروفة إليه في هذا الدور من قبل الفترة الكيشية. في بعض الأحيان يمكن وصفه أيضًا بأنه جده. تم تصوره على أنه لم يعد نشطًا وأنه أحد سكان العالم السفلي. يمكن أن يكون مساويًا لآلهة أخرى ذات شخصية مماثلة، مثل Enmesharra. ليس من المعروف أي جزء من بلاد ما بين النهرين نشأ، على الرغم من أن الإشارات إليه معروفة في النصوص من كل من بابل وآشور.
قد يكون اسم لوجالدوكوجا أيضًا بمثابة لقب للإله إيا، الذي لم يكن يُعتبر والد إنليل.

## شخصية
كان يُنظر إلى لوجالدوكوجا على أنه إله بدائي. كان سكان بلاد ما بين النهرين يعتبرون هذه الشخصيات قديمة وغير نشطة (على عكس الآلهة العادية). اقترح ويلفريد ج. لامبرت أن لوجالدوكوجا كان يُفهم في الأصل على أنه "المحرك الرئيسي" في اللاهوت المحلي لمستوطنة صغيرة غير معروفة حاليًا، ولم يتم دمجه في الأعمال العلمية الرئيسية إلا في وقت لاحق. اسمه يعني "سيد التل المقدس (الدوكو)" باللغة السومرية. كان يُنظر إلى دوكو على أنه المكان الذي حدد فيه إنليل مصائر الآلهة الأخرى. وكان يُعتقد أيضًا أنها كانت مسكن أسلافه. الكلمة لها معنيان محتملان، حيث يمكن أن تشير علامة du إلى كل من التل ومنصة من الطوب. وفقًا لـ ويلفريد ج. لامبرت، من الممكن أن يتم تفسيرها على أنها الموقع الكوني وتمثيله المادي في مجمع معبد إنليل إيكور في نيبور.
كان يُنظر إلى لوجال دوكوجا على أنه والد إنليل، لكن التقليد الذي وضعه في هذا الدور متأخر نسبيًا. تم إثباته لأول مرة في قائمة الآلهة An = Anum، على الأرجح أنها مؤلفة في الفترة الكاشية. وهو غائب عن النسخة البابلية القديمة التي سبقت هذا التكوين. ومن المعروف أيضًا أن المصادر تشير إليه باعتباره جد إنليل. اقترح ويلفريد ج. لامبرت أن هذا الرأي قد نشأ في تقليد حيث تم تحديد إنميشارا باعتباره والد إنليل، على الرغم من أن البيانات المباشرة التي تؤكد وجود مثل هذه الفكرة في اللاهوت الرافديني غير معروفة حاليًا من أي نصوص.
في حين كان من المرجح أن يُفترض أن لوجالدوكوجا كان من سكان العالم السفلي، إلا أن مصدرًا واحدًا، وهو نص تفسيري صوفي لمهرجان أكيتو لنينورتا الذي كان يقام في اليوم الرابع والعشرين من شهر إيار، ينص على أنه كان يقيم في الجنة. يلاحظ واين هورويتز أنه على الرغم من أنه قد يكون مكان إقامة غير عادي لوالد إنليل، إلا أن هذا المقطع قد يوازي الإشارة إلى دوموزي ونينجيشزيدا المقيمين في السماء بدلاً من افتراض وجودهم في العالم السفلي أثناء وفاتهم المؤقتة السنوية، والمعروفة من أسطورة أدابا.

### نسب إنليل في التقاليد الأخرى
في حين يُشار إلى إنليل عادةً باعتباره والد الآلهة الأخرى في الأدبيات المعروفة، إلا أن نسبه لم تتم مناقشته إلا نادرًا في المصادر الأولية. إن الرأي القائل بأن أسلافه كانوا ما يسمى آلهة إنكي-نينكي يعتبر الآن تقليديًا، على الرغم من صعوبة تفسير المواد المتعلقة به. في تقليد آخر، كان والده هو إله السماء آنو. هناك أسطورة نُشرت مؤخرًا تصف ولادة إنليل، والمعروفة فقط من نسخة واحدة (MS 3312) ومقارنة بالتعاويذ البابلية القديمة، وتبقي والديه بلا اسم، على الرغم من أنه وفقًا لجيريميا بيترسون من الممكن أن تنتمي إلى تقليد إنكي-نينكي. إن إنكي ونينكي هما الجيل الأول من أسلاف إنليل في قوائم الآلهة والتعاويذ والنصوص الأخرى، وعادةً ما يتبعهما عدد متفاوت من أزواج الآلهة التي تبدأ أسماؤها بـ "إن" و"نين". تم ذكرهم في الملحمة السومرية "موت جلجامش"، حيث يواجه البطل الذي يحمل نفس الاسم هؤلاء الأسلاف الإلهيين في العالم السفلي. أقدم وثيقة تحافظ على هذا التقليد هي قائمة آلهة فارا ( فترة الأسرات المبكرة ). في بعض الأحيان كان يُطلق على جميع الأسلاف اسم "إنكيس ونينكيس" بشكل جماعي. لا ينبغي الخلط بين إنكي، سلف إنليل، والإله إنكي (إيا). اسم إنكي الأصلي يعني "سيد الأرض" في حين أن معنى اسم إله أريدو غير مؤكد ولكنه ليس هو نفسه، كما تشير بعض الكتابات بما في ذلك الحرف g المقبول.

## التعرف على الآلهة الأخرى
يُعادل الإله نونو مع لوجالدوكوجا في قائمة الآلهة "المهزومة". ويساوي نص مشابه آخر بينه وبين d UB- nu في السطر المقابل. يقترح أنطوان كافينيو ومانفريد كريبرنيك قراءة Árna ("خطأ"، "عقوبة") لهذا الاسم، على الرغم من أن ويلفريد ج. لامبرت أشار ببساطة إلى هذا الشكل باسم Ubnu. من غير المؤكد ما إذا كان يجب تحديد نونو المعادل لـ Lugaldukuga بعنصر الاسم nu-nu ، المكتوب بكل من التحديد الإلهي ( dingir ) وبدونه. وقد تم توثيق هذا الأخير لأول مرة في نصوص إيبلا من الألفية الثالثة قبل الميلاد باسم أحد أفراد العائلة المالكة في كيش ، دون علامة دنجير التي تسبقه. وقد تم توثيقه جيدًا في الأسماء الشخصية مع ماري، دائمًا مع الدنجير الذي يسبقه. وقد اقترح أنه في الحالة الأخيرة يجب قراءة d nu-nu على أنها An-nu-nu، وبالتالي قد تتوافق مع Annu، اسم الإله وفقًا لإيسيهرو ناكاتا المرتبط بـ Annunitum، على الرغم من أن هذا الاقتراح غير مقبول عالميًا.
يوجد نص لاهوتي مختلف يساوي بين لوجالدوكوجا وإينميشارا. كما تم إثبات وجود معادلة بينه وبين علالا.
لاحظ ويلفريد ج. لامبرت أنه في مصدر واحد، يظهر لوجال دوكوجا كزوج لنيندوكوجا، وهو ما قد يشير إلى أنه كان يُفهم على أنه نفس إندوكوجا، أحد آلهة إنكي-نينكي. يظهر إندوكوجا ونيندوكوجا باعتبارهما الجيل الأخير قبل إنليل وزوجته نينليل في أحد تعداداتهما. هناك مصدران على الأقل يؤكدان أن إندوكوغا يمكن اعتباره أحد سكان العالم السفلي.

### لوجالدوكوجا كصفة
يحدد تفسير Iqqur-ipuš اسم Lugaldukuga كاسم Ea. يزعم أندرو ر. جورج أن اسم مردوخ دومودوكوغا، المعروف من إنوما إليش، يجب أن يُفهم على أنه إشارة إلى هذا التقليد. وفقًا لـ ويلفريد ج. لامبرت، من غير المرجح أن يكون لوجال دوكوجا الذي يُفهم على أنه إله أسلاف ولقب إيا قد فُهم على أنهما نفس الشيء، حيث لم يتم إثبات أن إيا هو والد إنليل.

## يعبد
يذكر اسم عام للملك أور نينورتا من إيسن أنه صنع كرسيًا بذراعين من الذهب لإله تم استعادة اسمه مؤقتًا إما إلى لوجال دوكوجا أو إندوكوجا. تم ذكر كاهن شانغوم من لوغالدوكوجا يحمل اسم ريم أداد ("هدية أداد ") في وثيقة من نيبور البابلية القديمة. صيغة البركة من رسالة من نفس الفترة تستدعي لوجالدوكوغا إلى جانب شاماش.
يذكر نص آشوري متوسطي يسمى علم خبز القربان في الدراسات الحديثة أن القرابين كانت تُقدم إلى لوغالدوكوغا، وإينكي (الإله الكوني)، وإينمشارا، والرياح الغربية في التاسع والعشرين من شهر تاشريتو، الشهر السابع في التقويم الرافديني القياسي. على نحو مماثل، ينص نص آشوري آخر، يشار إليه باسم الأسطرلاب ب، على أنه خلال نفس الشهر، تم تقديم القرابين الجنائزية لكل من آلهة لوغالدوكوغا وإينكي نينكي. كما يصفه أيضًا بأنه "شهر جد إنليل". لا يزال السياق التاريخي للنص الأخير غير مفهوم بشكل جيد، لكن جوليا كرول تشير إلى أن الطقوس المرتبطة كانت مرتبطة على ما يبدو بمهرجان أكيتو. وفقًا لـ ويلفريد ج. لامبرت، فإن وقت طقوس لوغالدوكوغا ربما يكون مستندًا إلى حقيقة أن الاسم السومري لنفس الشهر كان دوكو أو دوكوج. كما تم توثيق التضحيات التي قدمت للإله دوكو في تاشريتو منذ الألفية الثالثة والثانية قبل الميلاد. بدلاً من ذلك، يذكر أحد المصادر طقوس الحداد في لوغالدوكوغا التي أقيمت في شهر دووزو إلى جانب تلك المخصصة لدوموزي ومهرجان الحداد في إينمشارا، الذي أقيم في تيبتو.
كان مقر لوغالدوكوجا، أو إيدوكوجا، يقع في بيت العربات في مجمع معبد إيساجيل في بابل. لا ينبغي الخلط بينه وبين مزار زبابا الذي يحمل نفس الاسم في كيش ، والمعروف من نص طبوغرافي. تم ذكر Lugaldukuga أيضًا فيما يتعلق بـ Esagil في نص آخر، على الرغم من أن Andrew R. George أشار في هذه الحالة إلى أن المقصود هو لقب Ea. يقترح أن المقعد الطقسي المذكور أعلاه كان ينتمي أيضًا إلى إيا وليس إلى سلف إنليل. في الوقت نفسه، يلاحظ أن موقعه يبدو موازيًا لموقع ضريح إينمشارا في بيت عربة إنليل المعروف من تعليق على طقوس ملكية.

## الأساطير
وفقًا لـ ويلفريد ج. لامبرت، فإن الإله الذي يعتبر شقيقه إنميشارا ضمناً وفقًا للنص إنليل ونامزيتارا ، الذي يشير إليه باعتباره عم إنليل من جهة الأب، قد يكون لوغالدوكوغا.
يظهر لوجالدوكوجا أيضًا في أسطورة كدح بابل. من المحتمل أن يكون لقبه في هذا التكوين هو Enšar، "رب الكل". في الأجزاء الباقية، إله آخر يبدأ اسمه بالعلامة المسمارية en، على الأرجح إنليل، سعيد بشأن شيء ما ويشارك هذه المعلومات مع لوغالدوكوغا، الذي كان غير راضٍ. ومع ذلك، يبدو أن آلهة أخرى تشارك المتحدث الأول مشاعره، الأمر الذي دفع لوجالدوكوجا إلى النزول إلى الأبسو . هناك إله آخر يتجسس عليه. من الصعب تفسير بقية الرواية، لكنها قد تتضمن رواية عن طوفان مماثل لطوفان أتراحاسيس. لاحظ ويلفريد ج. لامبرت أنه في حين أنه ليس من المستحيل افتراض أن لوجالدوكوغا يجب أن يُفهم على أنه لقب لإيا في هذه الأسطورة، فإن تصويره كشخصية مكروهة سيكون "عكس صفته المعتادة" كإله "يُتصور على أنه نشط، ولا يُفقد مصداقيته أو يُكره أبدًا، ومصدر دائم للمساعدة".
يُطلق اسم Endukuga على الخامس من حراس البوابة للعالم السفلي في نسخة سلطان تيبي من أسطورة نيرغال وإريشكيجال.